# Русник, Роман Васильевич
Рома́н Васи́льевич Ру́сник (укр. Роман Васильович Русник, позывной — Румын; 29 июля 1998, Луг — 9 марта 2022, Украина) — украинский военнослужащий, старший лейтенант, участник российско-украинской войны. Герой Украины (19 марта 2022, посмертно).

## Биография
Родился 29 июля 1998 года в селе Луг Закарпатской области. С детства мечтал стать военным. По окончании 9 класса в 2013 году он поступил в Мукачевский военный лицея с усиленной военно-физической подготовкой имени Героя Красного Поля. После окончания лицея поступил в Национальную академию сухопутных войск имени гетмана Петра Сагайдачного. В 2020 году был участником АТО и ООС. Служил командиром роты огневой поддержки воинской части А-1778.
Во время российского вторжения в Украину старший лейтенант Роман Русняк со своим подразделением оборонял окрестности города Кременная на Луганщине.
Погиб 9 марта 2022 года.
14 марта 2022 года похоронен в родном селе Луг.
Остались: мать, сестра, и жена Диана Кукурузная — военный медик, которая также получила орден 3 степени.

## Награды
- Звание «Герой Украины» с удостоением ордена «Золотая Звезда» (19 марта 2022, посмертно) — за личное мужество и героизм, проявленные в защите государственного суверенитета и территориальной целостности Украины, верность военной присяге[5].